# العلاقات السورينامية الغامبية
العلاقات السورينامية الغامبية هي العلاقات الثنائية التي تجمع بين سورينام وغامبيا.

## مقارنة بين البلدين
هذه مقارنة عامة ومرجعية للدولتين:
| وجه المقارنة                                              | سورينام                        | غامبيا       |
| --------------------------------------------------------- | ------------------------------ | ------------ |
| المساحة (كم2)                                             | 163.27 ألف                     | 11.30 ألف    |
| عدد السكان (نسمة)                                         | 563.40 ألف                     | 2.10 مليون   |
| الكثافة السكانية (ن./كم²)                                 | 3.45                           | 185.84       |
| العاصمة                                                   | باراماريبو                     | بانجول       |
| اللغة الرسمية                                             | اللغة الهولندية                | لغة إنجليزية |
| العملة                                                    | دولار سورينامي، غيلدر سورينامي | دالاسي غامبي |
| الناتج المحلي الإجمالي (بليون دولار)                      | 3.32 مليار                     | 1.01 مليار   |
| الناتج المحلي الإجمالي (تعادل القوة الشرائية) بليون دولار | 9.07 مليار                     | 3.34 مليار   |
| الناتج المحلي الإجمالي الاسمي للفرد دولار أمريكي          | 9.48 ألف                       | 471          |
| الناتج المحلي الإجمالي للفرد دولار أمريكي                 | 16.64 ألف                      |              |
| مؤشر التنمية البشرية                                      | 0.714                          | 0.441        |
| رمز المكالمات الدولي                                      | +597                           | +220         |
| رمز الإنترنت                                              | .sr                            | .gm          |
| المنطقة الزمنية                                           | 00                             | 00           |

## منظمات دولية مشتركة
يشترك البلدان في عضوية مجموعة من المنظمات الدولية، منها:
| علم المنظمة | اسم المنظمة                                 | تاريخ انضمام سورينام | تاريخ انضمام غامبيا |
| ----------- | ------------------------------------------- | -------------------- | ------------------- |
|             | يونسكو                                      | 16 يوليو 1976        | 1 أغسطس 1973        |
|             | مؤسسة التمويل الدولية                       | 1 سبتمبر 2011        | 19 سبتمبر 1983      |
|             | منظمة حظر الأسلحة الكيميائية                | ?                    | ?                   |
|             | الأمم المتحدة                               | 4 ديسمبر 1975        | 21 سبتمبر 1965      |
|             | الاتحاد الدولي للاتصالات                    | 15 يوليو 1976        | 27 مايو 1974        |
|             | منظمة التعاون الإسلامي                      | ?                    | ?                   |
|             | منظمة الشرطة الجنائية الدولية               | ?                    | ?                   |
|             | الاتحاد البريدي العالمي                     | ?                    | ?                   |
|             | البنك الدولي للإنشاء والتعمير               | 27 يونيو 1978        | 18 أكتوبر 1967      |
|             | وكالة ضمان الاستثمار متعدد الأطراف          | 2 يوليو 2003         | 11 سبتمبر 1992      |
|             | مجموعة دول أفريقيا والكاريبي والمحيط الهادئ | ?                    | ?                   |
|             | منظمة التجارة العالمية                      | ?                    | ?                   |

## وصلات خارجية
- موقع وزارة الخارجية السورينامية
- موقع وزارة الخارجية الغامبية